# Remigius Machura
Remigius Machura (Rychnov nad Kněžnou,3 de julho de 1960) é um antigo atleta checo que representava a Checoslováquia em provas de arremesso de peso na década de 1980. Foi campeão mundial indoor em 1985 e campeão europeu, também em pista coberta, em 1985 e 1988.
Representou o seu país nos Jogos Olímpicos de Seul 1988 onde terminou em quinto lugar na final. A sua melhor marca pessoal ao ar livre é 21.93 m, a qual continua sendo (em 2012) o recorde checo. O mesmo acontece com o seu recorde pessoal indoor, que é de 21.79 m. 
Em 1985 foi banido para sempre do desporto, por uso de estanozolol, mas o castigo haveria de ser retirado dois anos mais tarde.
Depois de abandonar a carreira no início da década de 1990, Machura admitiu abertamente ter usado substâncias proibidas pela IAAF ao longo da sua carreira. Em 2000, uma invstigação liderada pelo Dr. Jan Hnizdil revelou um programa secreto de doping, patrocinado pelo estado, aplicado na então Checoslováquia a vários desportistas de elite daquele país nos anos 80. 